# Айвън Ангелов
Айвън Росенов Ангелов (роден на 10 октомври 2001 г.) е български футболист, който играе на поста централен полузащитник. Състезател на Фратрия.

## Кариера
На 16 юли 2021 г. Айвън е обявен за ново попълнение на пловдивския Локомотив. Дебютира на 1 август при загубата с 1:0 като гост на Локомотив (София).